# Allerheiligenkathedraal (Caïro)
De Allerheiligenkathedraal (Engels: All Saints' Cathedral) is een anglicaans kerkgebouw in de wijk Zamalek in de Egyptische hoofdstad Caïro, nabij het Marriotthotel op het eiland Gezira in de Nijl. De kathedraal is de zetel van de episcopaalse / anglicaanse bisschop van Alexandrië. 
De kathedraal is ingewijd op 25 april 1988. Het gebouw en de grond werden gefinancierd door de Egyptische overheid in ruil voor de sloop van het vorige gebouw om een brug over de Nijl te bouwen. De betonconstructie heeft een kruisvormige plattegrond en een kroonvormig dak dat op een lotusbloem lijkt. Het gebouw is ontworpen door de Egyptische architecten Awad en Selim Kamel Fahmy, die ook het ontwerp maakten voor de Sint-Marcuskathedraal van de Koptisch-Orthodoxe Kerk in Caïro.
De eerste Allerheiligenkerk in Caïro werd in 1878 voltooid. De tweede werd ingewijd in 1938 en bevond zich achter het Egyptisch Museum met uitzicht op de Nijl. Dit gebouw, dat was ontworpen door Adrian Gilbert Scott, werd 40 jaar later gesloopt om plaats te maken voor de bouw van de 6 oktoberbrug.